# Chiesa di San Francesco (Foiano della Chiana)
La chiesa di San Francesco è un edificio sacro che si trova in viale Umberto I a Foiano della Chiana, in provincia di Arezzo.

## Storia
L'antico convento è adibito ad ospedale dal 1818.
La chiesa fu ristrutturata tra il 1756 e il 1759.

## Descrizione
Pur mantenendo l'impianto ad unica navata, venne coperta con una volta a botte e dotata di una cupola ottagonale, nascosta all'esterno da un tiburio.
La facciata è risolta con un portico antistante con fronte in mattoni a vista murati sopra cinque archi a tutto sesto impostati su esili colonne.
L'interno ad aula unica con cappelle laterali decorato con stucchi risalenti al Settecento si conclude in un profondo presbiterio con l'altare maggiore anch'esso settecentesco. Al fondo del coro si trova la pala in terracotta invetriata con Cristo e la Vergine che intercedono presso l'Eterno, della bottega di Andrea della Robbia (fine XV secolo). Presso la parete destra del transetto è collocato il gruppo in terracotta invetriata policroma con lo Svenimento della Vergine, la Maddalena e San Giovanni Evangelista, attribuito a Francesco Della Robbia, o Fra’ Ambrogio (forse del primo Cinquecento), che circonda un Crocifisso ligneo più antico, attribuito a Baccio da Montelupo. Le statue di San Francesco e Santa Chiara, collocate ai lati, anch'esse robbiane, non sono pertinenti.
Dall'altare della Pietà proviene la Resurrezione di Orazio Porta del 1585 circa, oggi nella chiesa Museo della Fraternità.